# Stade Daniel-Ambert
 (août 2024).
Si vous disposez d'ouvrages ou d'articles de référence ou si vous connaissez des sites web de qualité traitant du thème abordé ici, merci de compléter l'article en donnant les références utiles à sa vérifiabilité et en les liant à la section « Notes et références ».
Le stade Daniel-Ambert est le stade de la ville de Pia dans les Pyrénées-Orientales.
Il peut contenir jusqu'à 4 500 personnes lors des matchs de championnat de France de rugby à XIII avec le club du XIII Baroudeur de Pia, lors des matchs de championnat de France football américain avec le club des Grizzlys catalans et lors du championnat de France de football australien avec le club des Perpignan Tigers.